# Manuel Benedicto Lucas García
Manuel Benedicto Lucas García (Cobán, Guatemala, 24 de agosto de 1932) es un militar y político guatemalteco; hermano del expresidente Fernando Romeo Lucas García. Su familia poseía grandes extensiones de tierra en el área que desde la década de 1970 se conoce como la Franja Transversal del Norte. Se desempeñó como Jefe del Estado Mayor del Ejército de Guatemala  durante el gobierno de su hermano del 1 de julio de 1978 al 23 de marzo de 1982, cuando éste fue depuesto por un golpe de Estado liderado por oficiales jóvenes del ejército que colocaron al general Efraín Ríos Montt al frente de un triunvirato militar integrado también por los coroneles Horacio Maldonado Shaad y Francisco Luis Gordillo. Su hermano había recibido un país en que la creciente desigualdad generaba una polarización. La izquierda se había fortalecido y la organización popular urbana y rural estaba en su apogeo, con miembros de los grupos marxistas Ejército Guerrillero de los Pobres (EGP) ―radical― y Partido Guatemalteco del Trabajo (PGT) ―moderado― incorporados en las directivas de los principales grupos sindicales y estudiantiles, e incluso, en las más altas posiciones de la Universidad de San Carlos de Guatemala. Lucas García fue instrumental en el trabajo del Ejército de Guatemala para desarticular la fuerza guerrillera, buscando retomar el control de país. El ejército guatemalteco contaba con el apoyo de la administración de los presidentes estadounidenses Jimmy Carter y Ronald Reagan, quienes veían con preocupación el avance de las revoluciones en El Salvador y Nicaragua en esos años y por los intereses de sus connacionales en Guatemala.
En mayo de 2018, Lucas García fue condenado a 58 años de prisión, por los delitos de falta a los deberes de humanidad y violación agravada, en perjuicio de Emma Guadalupe Molina Theissen; y por la desaparición forzada del niño Marco Antonio Molina Theissen. Esta condena se sucede a la sentencia emitida 2004 por la Corte Interamericana de Derechos Humanos, en la cual se encontró al Estado de Guatemala responsable de crímenes de lesa humanidad y se le conminó a investigar, juzgar y sancionar a los responsables.

## Biográfica

### El alzamiento del 2 de agosto de 1954
El primer problema político sorteado por el coronel Carlos Castillo Armas, durante su gobierno, fue la sublevación de los cadetes de la Escuela Politécnica el 2 de agosto de 1954. Después de haber triunfalmente marchado, celebrando el triunfo, las tropas del Movimiento de Liberación -constituidas principalmente por soldados mercenarios de la CIA que se hacían pasar por campesinos y agricultores del oriente de Guatemala- por principales calles de la Ciudad de Guatemala, entregaron las armas y fueron a dormir al hospital Roosevelt -que se encontraba en construcción en ese entonces-, en donde estaban acantonadas. Benedicto Lucas García fue uno de los cadetes que se alzaron.
Los cadetes alzados en armas tras un desplante hecho por los mercenarios del Movimiento de Liberación Nacional en el que les arrebataron la bandera nacional al momento de recibir a Castillo Armas en el aeropuerto La Aurora, aprovecharon el descanso de los «liberacionistas» y amparados por la oscuridad atacaron a los soldados mercenarios y lograron reducirlos no sin antes tener que vencer la poca pero tenaz resistencia que los pocos que estaban armados opusieron. Acto seguido les hicieron marchar con las manos en alto y haciéndoles abordar un tren, les remitieron de regreso hacia el Oriente del país, rumbo a Zacapa; de esta forma demostraron lo débil del «ejército de liberación» y pusieron en evidencia la pasividad del Ejército durante la invasión. Por su parte, avisado de la situación, el Coronel Carlos Castillo Armas quien había regresado a su Cuartel General, llegó a la Ciudad de Guatemala por la Cordillera de la Antigua Guatemala y fue capturado en el Palacio Nacional.
Los cadetes quedaron al mando de la situación, pero la habilidad del arzobispo de Guatemala Mariano Rossell y Arellano y de John Peurifoy nuevamente salió a la defensa de los intereses norteamericanos: en una reunión en la que los cadetes se entrevistaron con el embajador y el arzobispo para hacerles saber que este no era un movimiento comunista, Puerifoy les dejó claro que no iba a tolerar ningún alzamiento, y que si ellos persistían en sus intenciones, ordenaría a la Marina de los Estados Unidos realizar una invasión a Guatemala. Los cadetes, alarmados por esta amenaza, depusieron las armas y liberaron a Castillo Armas. Al final, la acción dejó un saldo de numerosos muertos y heridos de ambos bandos en la fecha ya indicada, el cierre temporal de la Escuela Politécnica y el envío de cuantos cadetes se pudo a estudiar al exterior gozando de becas para que pudieran proseguir sus estudios, en áreas distintas a la milicia. Posteriormente se abrió nuevamente el plantel de estudios militares, bajo la dirección del coronel Carlos Arana Osorio, en 1955.

### Estudios militares en Francia
Lucas García se especializó en Ingeniería Militar y paracaidismo diurno y nocturno. Fundador e instructor de la Escuela de Paracaidismo del ejército de Guatemala.
Al retornar a Guatemala, Benedicto Lucas efectuó trabajos de contrainteligencia como oficial de operaciones entre agosto de 1967 y noviembre de 1969 y en 1971 fue subdirector de Inteligencia del Ejército, durante el gobierno del general Carlos Arana Osorio.

### Gobierno de Romeo Lucas García
La situación de Benedicto Lucas García en el ejército era privilegiada, ya que hasta pocos meses antes de la campaña electoral de su hermano en 1977, éste dejó el ministerio de la Defensa; además de pertenecer al círculo militar más importante e influyente, su hermano le dio la oportunidad de colocarlo en las más altas jerarquías del Ejército junto a otros oficiales de su más absoluta confianza, haciendo a la institución armada más cohesiva.
En 15 de agosto de 1981 fue juramentado como Jefe del Estado Mayor del Ejército, y durante su gestión al mando de la institución castrense se intensificó la lucha armada en contra de la guerrilla, en especial en la región petrolera de la Franja Transversal del Norte. Parte de la estrategia emprendida por el ejército se llamó «acción cívica» y consistía en acercarse a la población y ganarse su respeto para evitar que respaldaran a la insurgencia, específicamente al Ejército Guerrillero de los Pobres, que actuaba en dicha región. Benedicto Lucas García también fue el artífice de las Patrullas de Autodefensa Civil (PAC).
Al llegar a la jefatura del Estado Mayor, creó escuadras de doce hombres que caminaban en la montaña para buscar a los guerrilleros, pues hasta entonces los destacamentos que existían hasta ese momento eran fijos, y los guerrilleros acostumbraban a rodearlos e insultarlos con megáfonos. Ordenó fuerzas de tarea y personalmente se puso a la cabeza de oficiales y tropa para que pudiera controlar que sus fuerzas no cometieran abusos.  Para tener un mejor control de la situación y de la ubicación de las patrullas, se hizo piloto de la Fuerza Aérea Guatemalteca.
Cuando llegó a la jefatura del Estado Mayor la guerrilla tenía mucha fuerza y controlaba incluso las rutas hacia Antigua Guatemala y Chimaltenango, por lo que colocó un mando central en La Alameda, Chimaltenango y desde allí dirigió una gran ofensiva con la que desbarató los planes de la guerrilla de tomar el país en diciembre de 1981.  EL EGP fracasó porque el ejército se les adelantó por medio de infiltrados, información de inteligencia y el desbaratamiento de reductos guerrilleros en la Ciudad de Guatemala en la segunda mitad de 1981.

### Golpe de Estado del 23 de marzo de 1982
El 23 de marzo de 1982, el presidente Fernando Romeo Lucas García fue depuesto por un golpe de Estado liderado por oficiales jóvenes del Ejército de Guatemala. En las primeras comunicaciones, se indicó que el golpe de Estado militar fue dirigido por un grupo de «oficiales jóvenes» del Ejército de Guatemala, cuyo objetivo sería «acabar con la corrupción». Los sublevados tomaron el control de la Ciudad de Guatemala y lograron que el general Romeo Lucas-García se rindiera a los militares que horas antes habían rodeado el Palacio Nacional.
Seis guarniciones militares, cinco de ellas de la capital guatemalteca, apoyadas por la fuerza aérea, estuvieron en el origen de la sublevación, una de cuyas cabezas visibles es el general de aviación Hernán Ovidio Morales. Las guarniciones sublevadas pidieron a la policía que entregase sus armas y que se uniera a ellos. No se produjeron enfrentamientos armados en la capital, aunque en el interior del país sí hubo algunos choques de menor importancia. El Aeropuerto Internacional La Aurora permaneció cerrado durante varias horas, y numerosos vuelos internacionales fueron cancelados o retenidos; efectivos de la fuerza aérea controlaban la terminal, y aviones y helicópteros de combate sobrevolaban la capital en una exhibición de fuerza de los militares sublevados. Los sublevados ocuparon también el edificio del Congreso, que disolvió inmediatamente su sesión; la empresa nacional de comunicaciones, Guatel, y todos los edificios oficiales importantes de la capital guatemalteca. Dos helicópteros fueron estacionados en la plaza central de la capital, junto al palacio de Gobierno, para sacar de él al presidente y a sus acompañantes.
De acuerdo a un comunicado de la Agencia de Inteligencia de Defensa de los Estados Unidos, enviado a Washington D. C. en 1983 indica que el golpe fue realizado por un grupo de veintidós oficiales medios sin el conocimiento ni consentimiento del alto mando militar; por esta razón, el golpe no tenía más apoyo que el de ese pequeño grupo de militares que lo había diseñado. Romeo Lucas García, por su parte, estaba listo para resistirlo y lo hubiera podido haber aplastado fácilmente con las tropas de que disponía en el Palacio Nacional, pero su Jefe del Estado Mayor y amigo personal, coronel Montalbán Batres ―quien también era el jefe de la Administración Pública y quien realmente dirigía la administración del Estado en ese tiempo― le informó que los complotadores tenían como rehenes a la anciana madre del presidente de 90 años de edad, y a su hermana de 60 años, y que estas se encontraban en el pasadizo subterráneo que une al Palacio Nacional con la Casa Presidencial. Lucas fue llevado al túnel y encontró a su hermana que estaba sentada y tenía la cabeza de su madre en su regazo mientras que un soldado les apuntaba a la cabeza. Lucas decidió renunciar en el acto y se comunicó con el alto mando militar y con su hermano Benedicto Lucas García―quien ya estaba enviando tropas para ayudarlo a la capital guatemalteca― para informarles que se iba a rendir y que no iba a haber ninguna resistencia.
Tras rendirse, Romeo Lucas García fue conducido bajo escolta militar al aeropuerto, para ser expulsado del país; apenas media hora antes se había terminado el plazo dado por los sublevados para que el presidente Lucas se entregara pacíficamente, y las tropas habían tomado posiciones para un posible asalto al palacio, situado en el centro de la ciudad.»
Tras la salida de Romeo Lucas García, los jefes de los sublevados pidieron la comparecencia en el palacio del general Efraín Ríos Montt y del candidato a la vicepresidencia por el partido fascista Movimiento de Liberación Nacional en las pasadas elecciones, Lionel Sisniega Otero. Una vez montada la junta de Gobierno, conformado por el general Ríos Montt, el coronel Horacio Maldonado Shaad y el coronel Francisco Luis Gordillo, esta anunció que convocaría nuevas elecciones, pero no precisó la fecha. La Junta, anunció, elaborará un «plan de trabajo que será presentado al pueblo lo antes posible». La Junta de Gobierno disolvió el Congreso y abolió la Constitución tras el triunfo del golpe. En un llamamiento difundido a través de la radio y la televisión, los golpistas pidieron «comprensión internacional», y afirmaron que los militares que gobernaban a Guatemala hasta el 23 de marzo de 1982 habían propiciado una imagen del país en el extranjero que no correspondía a las verdaderas características del pueblo. Aseguraron también que eran democráticos y que respetaban «los derechos humanos de todos los guatemaltecos».

### Tras el golpe de Estado de 1982
Años después, Benedicto Lucas reconoció que prefirió separarse del Ejército antes de traicionar a su hermano, ya que se le propuso encabezar el levantamiento armado de 1982 a pesar de que era consciente de que el gobierno se encontraba en crisis. El general Lucas García advirtió al presidente de los intentos de derrocarlo pero no hizo caso. Al producirse el golpe de Estado ambos se retiraron de la institución armada.
Sin embargo, Benedicto Lucas se mantuvo en el plano político inclusive durante la transición a la democracia. En 1990 reaparece como candidato presidencial por el partido Movimiento Emergente de Concordia, cuyo secretario general era el coronel Gordillo Martínez. Compituendo por la presidencia con apenas el 1.09% de los votos, Lucas llegó a ser alcalde de Poptún, lugar durante el que residió durante mucho tiempo, incluso antes de tomar posesión del Estado Mayor del Ejército.
Años después del fin de la Guerra Civil de Guatemala, surgieron las demandas ante los tribunales guatemaltecos y ante cortes internacionales por los delitos de genocidio en contra de la población indígena; específicamente, en 2000 se presentaron denuncias en contra de los hermanos Lucas García y el exministro de la Defensa Luis René Mendoza Palomo por haber ordenado masacre ocurridas entre los años 1978 a 1982 en Rabinal, Baja Verapaz e Ixcán, El Quiché, pero los procesos no llegaron a condenar a Lucas García.

### Captura por cargos de genocidio
El 6 de enero de 2016, Benedicto Lucas García y otros diecisiete oficiales retirados del Ejército de Guatemala fueron detenidos. Según el Ministerio Público, Benedicto Lucas, como jefe del Estado Mayor del Ejército, tuvo injerencia sobre comandantes de la Zona Militar 21 de Cobán, los cuales están ligados a ciento treinta y siete osamentas de seis masacres ocurridas en la Franja Transversal del Norte, en las cuales se pudo profundizar investigaciones por la desaparición de ciento sesenta y tres personas. Las pesquisas de las desapariciones forzadas fueron por los casos de Pambach, Río Negro, caserío Chituj, Chiacal, barrio San Sebastián y Chisec.

### Condena por el caso Molina Theissen
El 23 de mayo de 2018, Benedicto Lucas García, junto con tres otros oficiales militares, fue condenado a veinticinco años de prisión, por el delito de faltas contra deberes de humanidad y a 8 años adicionales, por violación agravada, en perjuicio de Emma Molina Theissen. A esta condena se suma otra por 25 años, inconmutables, por el secuestro y desaparición forzada del niño Marco Antonio Molina Theissen. 
Esta sentencia representa un avance para la justicia transicional en Guatemala, pues es la primera vez que se sanciona a altos cargos militares. El proceso legal sucede luego de que en 2004 la Corte Interamericana de Derechos Humanos conociera el Caso Molina Theissen y encontrara al Estado de Guatemala como responsable de crímenes de lesa humanidad. 
El caso de Marco Antonio Molina Theissen es parte de cinco mil niños y niñas desaparecidos en el marco del conflicto armado. 